# Temporada 2016 de la NFL
La temporada 2016 de la NFL fue la 97.ª edición de la National Football League (NFL), el principal campeonato de fútbol americano de Estados Unidos.
Esta temporada contó con la reubicación de los St. Louis Rams (ahora Los Angeles Rams) a la ciudad de Los Ángeles, donde ya habían jugado entre 1946 y 1994.

## Calendario
La temporada regular 2016 de la NFL se disputó a lo largo de 17 semanas con un total de 256 partidos comenzando el jueves 8 de septiembre de 2016. Cada equipo disputó 16 partidos y tuvo una fecha libre, enfrentando dos veces a sus tres rivales de división, una vez a cuatro equipos de otra división intraconferencia, una vez a cuatro equipos de otra división interconferencia, y a otros dos equipos de su conferencia que obtuvieron el mismo puesto en la temporada anterior.
Esta temporada, los partidos interdivisionales se programaron de la siguiente manera:
| Intraconferencia                                                                                              | Interconferencia                                                                                              |
| --- | --- |
| - AFC Norte contra AFC Este - AFC Sur contra AFC Oeste - NFC Norte contra NFC Este - NFC Sur contra NFC Oeste | - AFC Este contra NFC Oeste - AFC Norte contra NFC Este - AFC Sur contra NFC Norte - AFC Oeste contra NFC Sur |

El Reino Unido volvió a tener tres partidos. El estadio de Wembley de Londres albergó solo dos partidos: el Jaguars-Colts el 2 de octubre y el 30, Bengals-Redskins. El tercer partido fue Rams-Giants y se celebró (por primera vez fuera de Wembley) en el Twickenham Stadium.
Este año hubo un cuarto partido fuera de los Estados Unidos y fue en México, el 21 de noviembre en el estadio Azteca, entre los Oakland Raiders y Houston Texans.

## Resultados

### Temporada regular
| AFC Este                | AFC Este | AFC Este | AFC Este | AFC Este | AFC Este | AFC Este | AFC Este | AFC Este |
| Equipo                  | G        | P        | E        | CTE      | DIV      | CONF     | PF       | PC       |
| ----------------------- | -------- | -------- | -------- | -------- | -------- | -------- | -------- | -------- |
| #1 New England Patriots | 14       | 2        | 0        | .875     | 5-1      | 11-1     | 441      | 250      |
| #6 Miami Dolphins       | 10       | 6        | 0        | .625     | 4-2      | 7-5      | 363      | 380      |
| Buffalo Bills           | 7        | 9        | 0        | .438     | 1-5      | 4-8      | 399      | 378      |
| New York Jets           | 5        | 11       | 0        | .313     | 2-4      | 4-8      | 275      | 409      |

| AFC Norte              | AFC Norte | AFC Norte | AFC Norte | AFC Norte | AFC Norte | AFC Norte | AFC Norte | AFC Norte |
| Equipo                 | G         | P         | E         | CTE       | DIV       | CONF      | PF        | PC        |
| ---------------------- | --------- | --------- | --------- | --------- | --------- | --------- | --------- | --------- |
| #3 Pittsburgh Steelers | 11        | 5         | 0         | .688      | 5-1       | 9-3       | 399       | 327       |
| Baltimore Ravens       | 8         | 8         | 0         | .500      | 4-2       | 7-5       | 343       | 321       |
| Cincinnati Bengals     | 6         | 9         | 1         | .406      | 3-3       | 5-7       | 325       | 315       |
| Cleveland Browns       | 1         | 15        | 0         | .063      | 0-6       | 1-11      | 264       | 452       |

| AFC Sur              | AFC Sur | AFC Sur | AFC Sur | AFC Sur | AFC Sur | AFC Sur | AFC Sur | AFC Sur |
| Equipo               | G       | P       | E       | CTE     | DIV     | CONF    | PF      | PC      |
| -------------------- | ------- | ------- | ------- | ------- | ------- | ------- | ------- | ------- |
| #4 Houston Texans    | 9       | 7       | 0       | .563    | 5-1     | 7-5     | 279     | 328     |
| Tennessee Titans     | 9       | 7       | 0       | .563    | 2-4     | 6-6     | 381     | 378     |
| Indianapolis Colts   | 8       | 8       | 0       | .500    | 3-3     | 5-7     | 411     | 392     |
| Jacksonville Jaguars | 3       | 13      | 0       | .188    | 2-4     | 2-10    | 318     | 400     |

| AFC Oeste             | AFC Oeste | AFC Oeste | AFC Oeste | AFC Oeste | AFC Oeste | AFC Oeste | AFC Oeste | AFC Oeste |
| Equipo                | G         | P         | E         | CTE       | DIV       | CONF      | PF        | PC        |
| --------------------- | --------- | --------- | --------- | --------- | --------- | --------- | --------- | --------- |
| #2 Kansas City Chiefs | 12        | 4         | 0         | .750      | 6-0       | 9-3       | 389       | 311       |
| #5 Oakland Raiders    | 12        | 4         | 0         | .750      | 3-3       | 9-3       | 416       | 385       |
| Denver Broncos        | 9         | 7         | 0         | .563      | 2-4       | 6-6       | 333       | 297       |
| San Diego Chargers    | 5         | 11        | 0         | .313      | 1-5       | 4-8       | 410       | 423       |

| NFC Este            | NFC Este | NFC Este | NFC Este | NFC Este | NFC Este | NFC Este | NFC Este | NFC Este |
| Equipo              | G        | P        | E        | CTE      | DIV      | CONF     | PF       | PC       |
| ------------------- | -------- | -------- | -------- | -------- | -------- | -------- | -------- | -------- |
| #1 Dallas Cowboys   | 13       | 3        | 0        | .813     | 3-3      | 9-3      | 421      | 306      |
| #5 New York Giants  | 11       | 5        | 0        | .688     | 4-2      | 8-4      | 310      | 284      |
| Washington Redskins | 8        | 7        | 1        | .531     | 3-3      | 6-6      | 396      | 383      |
| Philadelphia Eagles | 7        | 9        | 0        | .438     | 2-4      | 5-7      | 367      | 331      |

| NFC Norte            | NFC Norte | NFC Norte | NFC Norte | NFC Norte | NFC Norte | NFC Norte | NFC Norte | NFC Norte |
| Equipo               | G         | P         | E         | CTE       | DIV       | CONF      | PF        | PC        |
| -------------------- | --------- | --------- | --------- | --------- | --------- | --------- | --------- | --------- |
| #4 Green Bay Packers | 10        | 6         | 0         | .625      | 5-1       | 8-4       | 432       | 388       |
| #6 Detroit Lions     | 9         | 7         | 0         | .563      | 3-3       | 7-5       | 346       | 358       |
| Minnesota Vikings    | 8         | 8         | 0         | .500      | 2-4       | 5-7       | 327       | 307       |
| Chicago Bears        | 3         | 13        | 0         | .188      | 2-4       | 3-9       | 279       | 399       |

| NFC Sur              | NFC Sur | NFC Sur | NFC Sur | NFC Sur | NFC Sur | NFC Sur | NFC Sur | NFC Sur |
| Equipo               | G       | P       | E       | CTE     | DIV     | CONF    | PF      | PC      |
| -------------------- | ------- | ------- | ------- | ------- | ------- | ------- | ------- | ------- |
| #2 Atlanta Falcons   | 11      | 5       | 0       | .688    | 5-1     | 9-3     | 540     | 406     |
| Tampa Bay Buccaneers | 9       | 7       | 0       | .563    | 4-2     | 7-5     | 354     | 369     |
| New Orleans Saints   | 7       | 9       | 0       | .438    | 2-4     | 6-6     | 469     | 454     |
| Carolina Panthers    | 6       | 10      | 0       | .400    | 1-5     | 5-7     | 369     | 402     |

| NFC Oeste           | NFC Oeste | NFC Oeste | NFC Oeste | NFC Oeste | NFC Oeste | NFC Oeste | NFC Oeste | NFC Oeste |
| Equipo              | G         | P         | E         | CTE       | DIV       | CONF      | PF        | PC        |
| ------------------- | --------- | --------- | --------- | --------- | --------- | --------- | --------- | --------- |
| #3 Seattle Seahawks | 10        | 5         | 1         | .656      | 3-2-1     | 6-5-1     | 354       | 292       |
| Arizona Cardinals   | 7         | 8         | 1         | .469      | 4-1-1     | 6-5-1     | 418       | 362       |
| Los Angeles Rams    | 4         | 12        | 0         | .250      | 2-4       | 3-9       | 224       | 394       |
| San Francisco 49ers | 2         | 14        | 0         | .125      | 2-4       | 2-10      | 309       | 480       |

     Campeón de división.
     Clasificado para Wild Cards.
     Eliminado de playoffs.

#### Jornadas
- Los horarios corresponden al huso horario de UTC−05:00, R.

| Semana 1         | Semana 1 | Semana 1             | Semana 1  | Semana 1             | Semana 1                            |
| Fecha            | Hora     | Local                | Resultado | Visitante            | Estadio                             |
| ---------------- | -------- | -------------------- | --------- | -------------------- | ----------------------------------- |
| 8 de septiembre  | 20:30    | Denver Broncos       | 21 – 20   | Carolina Panthers    | Sports Authority Field at Mile High |
| 11 de septiembre | 13:00    | Atlanta Falcons      | 24 – 31   | Tampa Bay Buccaneers | Georgia Dome                        |
| 11 de septiembre | 13:00    | Tennessee Titans     | 16 – 25   | Minnesota Vikings    | Nissan Stadium                      |
| 11 de septiembre | 13:00    | Philadelphia Eagles  | 29 – 10   | Cleveland Browns     | Lincoln Financial Field             |
| 11 de septiembre | 13:00    | New York Jets        | 22 – 23   | Cincinnati Bengals   | MetLife Stadium                     |
| 11 de septiembre | 13:00    | New Orleans Saints   | 34 – 35   | Oakland Raiders      | Mercedes-Benz Superdome             |
| 11 de septiembre | 13:00    | Kansas City Chiefs   | 33 – 27   | San Diego Chargers   | Arrowhead Stadium                   |
| 11 de septiembre | 13:00    | Baltimore Ravens     | 13 – 7    | Buffalo Bills        | M&T Bank Stadium                    |
| 11 de septiembre | 13:00    | Houston Texans       | 23 – 14   | Chicago Bears        | NRG Stadium                         |
| 11 de septiembre | 13:00    | Jacksonville Jaguars | 23 – 27   | Green Bay Packers    | EverBank Field                      |
| 11 de septiembre | 16:05    | Seattle Seahawks     | 12 – 10   | Miami Dolphins       | CenturyLink Field                   |
| 11 de septiembre | 16:25    | Dallas Cowboys       | 19 – 20   | New York Giants      | AT&T Stadium                        |
| 11 de septiembre | 16:25    | Indianapolis Colts   | 35 – 39   | Detroit Lions        | Lucas Oil Stadium                   |
| 11 de septiembre | 20:30    | Arizona Cardinals    | 21 – 23   | New England Patriots | University of Phoenix Stadium       |
| 12 de septiembre | 19:10    | Washington Redskins  | 16 – 38   | Pittsburgh Steelers  | FedExField                          |
| 12 de septiembre | 22:20    | San Francisco 49ers  | 28 – 0    | Los Angeles Rams     | Levi's Stadium                      |

| Semana 2         | Semana 2 | Semana 2             | Semana 2  | Semana 2             | Semana 2                            |
| Fecha            | Hora     | Visitante            | Resultado | Local                | Estadio                             |
| ---------------- | -------- | -------------------- | --------- | -------------------- | ----------------------------------- |
| 15 de septiembre | 20:25    | Buffalo Bills        | 31 – 37   | New York Jets        | New Era Field                       |
| 18 de septiembre | 13:00    | Carolina Panthers    | 46 – 27   | San Francisco 49ers  | Bank of America Stadium             |
| 18 de septiembre | 13:00    | Washington Redskins  | 23 – 27   | Dallas Cowboys       | FedExField                          |
| 18 de septiembre | 13:00    | Pittsburgh Steelers  | 24 – 16   | Cincinnati Bengals   | Heinz Field                         |
| 18 de septiembre | 13:00    | New York Giants      | 16 – 13   | New Orleans Saints   | MetLife Stadium                     |
| 18 de septiembre | 13:00    | New England Patriots | 31 – 24   | Miami Dolphins       | Gillette Stadium                    |
| 18 de septiembre | 13:00    | Houston Texans       | 19 – 12   | Kansas City Chiefs   | NRG Stadium                         |
| 18 de septiembre | 13:00    | Detroit Lions        | 15 – 16   | Tennessee Titans     | Ford Field                          |
| 18 de septiembre | 13:00    | Cleveland Browns     | 20 – 25   | Baltimore Ravens     | FirstEnergy Stadium                 |
| 18 de septiembre | 16:05    | Los Angeles Rams     | 9 – 3     | Seattle Seahawks     | Los Angeles Memorial Coliseum       |
| 18 de septiembre | 16:05    | Arizona Cardinals    | 40 – 7    | Tampa Bay Buccaneers | University of Phoenix Stadium       |
| 18 de septiembre | 16:25    | San Diego Chargers   | 38 – 14   | Jacksonville Jaguars | Qualcomm Stadium                    |
| 18 de septiembre | 16:25    | Oakland Raiders      | 28 – 35   | Atlanta Falcons      | Oakland-Alameda Coliseum            |
| 18 de septiembre | 16:25    | Denver Broncos       | 34 – 20   | Indianapolis Colts   | Sports Authority Field at Mile High |
| 18 de septiembre | 20:30    | Minnesota Vikings    | 17 – 14   | Green Bay Packers    | U.S. Bank Stadium                   |
| 19 de septiembre | 20:30    | Chicago Bears        | 14 – 29   | Philadelphia Eagles  | Soldier Field                       |

| Semana 3         | Semana 3 | Semana 3             | Semana 3  | Semana 3            | Semana 3                |
| Fecha            | Hora     | Local                | Resultado | Visitante           | Estadio                 |
| ---------------- | -------- | -------------------- | --------- | ------------------- | ----------------------- |
| 22 de septiembre | 20:25    | New England Patriots | 27 – 0    | Houston Texans      | Gillette Stadium        |
| 25 de septiembre | 13:00    | Buffalo Bills        | 33 – 18   | Arizona Cardinals   | New Era Field           |
| 25 de septiembre | 13:00    | Tennessee Titans     | 10 – 17   | Oakland Raiders     | Nissan Stadium          |
| 25 de septiembre | 13:00    | New York Giants      | 27 – 29   | Washington Redskins | MetLife Stadium         |
| 25 de septiembre | 13:00    | Miami Dolphins       | 30 – 24   | Cleveland Browns    | Hard Rock Stadium       |
| 25 de septiembre | 13:00    | Jacksonville Jaguars | 17 – 19   | Baltimore Ravens    | EverBank Field          |
| 25 de septiembre | 13:00    | Green Bay Packers    | 34 – 27   | Detroit Lions       | Lambeau Field           |
| 25 de septiembre | 13:00    | Cincinnati Bengals   | 17 – 29   | Denver Broncos      | Paul Brown Stadium      |
| 25 de septiembre | 13:00    | Carolina Panthers    | 10 – 22   | Minnesota Vikings   | Bank of America Stadium |
| 25 de septiembre | 16:05    | Tampa Bay Buccaneers | 32 – 37   | Los Angeles Rams    | Raymond James Stadium   |
| 25 de septiembre | 16:05    | Seattle Seahawks     | 37 – 18   | San Francisco 49ers | CenturyLink Field       |
| 25 de septiembre | 16:25    | Kansas City Chiefs   | 24 – 3    | New York Jets       | Arrowhead Stadium       |
| 25 de septiembre | 16:25    | Indianapolis Colts   | 26 – 22   | San Diego Chargers  | Lucas Oil Stadium       |
| 25 de septiembre | 16:25    | Philadelphia Eagles  | 34 – 3    | Pittsburgh Steelers | Lincoln Financial Field |
| 25 de septiembre | 20:30    | Dallas Cowboys       | 31 – 17   | Chicago Bears       | AT&T Stadium            |
| 26 de septiembre | 20:30    | New Orleans Saints   | 32 – 45   | Atlanta Falcons     | Mercedes-Benz Superdome |

| Semana 4                                           | Semana 4 | Semana 4             | Semana 4  | Semana 4           | Semana 4                      |
| Fecha                                              | Hora     | Local                | Resultado | Visitante          | Estadio                       |
| -------------------------------------------------- | -------- | -------------------- | --------- | ------------------ | ----------------------------- |
| 29 de septiembre                                   | 20:25    | Cincinnati Bengals   | 22 – 7    | Miami Dolphins     | Paul Brown Stadium            |
| 2 de octubre                                       | 9:30     | Jacksonville Jaguars | 30 – 27   | Indianapolis Colts | Wembley Stadium               |
| 2 de octubre                                       | 13:00    | Houston Texans       | 27 – 20   | Tennessee Titans   | NRG Stadium                   |
| 2 de octubre                                       | 13:00    | Washington Redskins  | 31 – 20   | Cleveland Browns   | FedExField                    |
| 2 de octubre                                       | 13:00    | New York Jets        | 17 – 27   | Seattle Seahawks   | MetLife Stadium               |
| 2 de octubre                                       | 13:00    | New England Patriots | 0 – 16    | Buffalo Bills      | Gillette Stadium              |
| 2 de octubre                                       | 13:00    | Atlanta Falcons      | 48 – 33   | Carolina Panthers  | Georgia Dome                  |
| 2 de octubre                                       | 13:00    | Baltimore Ravens     | 27 – 28   | Oakland Raiders    | M&T Bank Stadium              |
| 2 de octubre                                       | 13:00    | Chicago Bears        | 17 – 14   | Detroit Lions      | Soldier Field                 |
| 2 de octubre                                       | 16:05    | Tampa Bay Buccaneers | 7 – 27    | Denver Broncos     | Raymond James Stadium         |
| 2 de octubre                                       | 16:25    | Arizona Cardinals    | 13 – 17   | Los Angeles Rams   | University of Phoenix Stadium |
| 2 de octubre                                       | 16:25    | San Diego Chargers   | 34 – 35   | New Orleans Saints | Qualcomm Stadium              |
| 2 de octubre                                       | 16:25    | San Francisco 49ers  | 17 – 24   | Dallas Cowboys     | Levi's Stadium                |
| 2 de octubre                                       | 20:30    | Pittsburgh Steelers  | 43 – 14   | Kansas City Chiefs | Heinz Field                   |
| 3 de octubre                                       | 20:30    | Minnesota Vikings    | 24 – 10   | New York Giants    | U.S. Bank Stadium             |
| Bye week: Green Bay Packers y Philadelphia Eagles. |          |                      |           |                    |                               |

| Semana 5                                                                                   | Semana 5 | Semana 5            | Semana 5  | Semana 5             | Semana 5                            |
| Fecha                                                                                      | Hora     | Local               | Resultado | Visitante            | Estadio                             |
| ------------------------------------------------------------------------------------------ | -------- | ------------------- | --------- | -------------------- | ----------------------------------- |
| 6 de octubre                                                                               | 20:25    | San Francisco 49ers | 21 – 33   | Arizona Cardinals    | Levi's Stadium                      |
| 9 de octubre                                                                               | 13:00    | Cleveland Browns    | 13 – 33   | New England Patriots | FirstEnergy Stadium                 |
| 9 de octubre                                                                               | 13:00    | Detroit Lions       | 24 – 23   | Philadelphia Eagles  | Ford Field                          |
| 9 de octubre                                                                               | 13:00    | Indianapolis Colts  | 29 – 23   | Chicago Bears        | Lucas Oil Stadium                   |
| 9 de octubre                                                                               | 13:00    | Miami Dolphins      | 17 – 30   | Tennessee Titans     | Hard Rock Stadium                   |
| 9 de octubre                                                                               | 13:00    | Baltimore Ravens    | 10 – 16   | Washington Redskins  | M&T Bank Stadium                    |
| 9 de octubre                                                                               | 13:00    | Minnesota Vikings   | 31 – 13   | Houston Texans       | U.S. Bank Stadium                   |
| 9 de octubre                                                                               | 13:00    | Pittsburgh Steelers | 31 – 13   | New York Jets        | Heinz Field                         |
| 9 de octubre                                                                               | 16:05    | Denver Broncos      | 16 – 23   | Atlanta Falcons      | Sports Authority Field at Mile High |
| 9 de octubre                                                                               | 16:25    | Dallas Cowboys      | 28 – 14   | Cincinnati Bengals   | AT&T Stadium                        |
| 9 de octubre                                                                               | 16:25    | Los Angeles Rams    | 19 – 30   | Buffalo Bills        | Los Angeles Memorial Coliseum       |
| 9 de octubre                                                                               | 16:25    | Oakland Raiders     | 34 – 31   | San Diego Chargers   | Oakland-Alameda Coliseum            |
| 9 de octubre                                                                               | 20:30    | Green Bay Packers   | 23 – 16   | New York Giants      | Lambeau Field                       |
| 10 de octubre                                                                              | 20:30    | Carolina Panthers   | 14 – 17   | Tampa Bay Buccaneers | Bank of America Stadium             |
| Bye week: Jacksonville Jaguars, Kansas City Chiefs, New Orleans Saints y Seattle Seahawks. |          |                     |           |                      |                                     |

| Semana 6                                            | Semana 6 | Semana 6             | Semana 6  | Semana 6             | Semana 6                      |
| Fecha                                               | Hora     | Local                | Resultado | Visitante            | Estadio                       |
| --------------------------------------------------- | -------- | -------------------- | --------- | -------------------- | ----------------------------- |
| 13 de octubre                                       | 20:25    | San Diego Chargers   | 21 – 13   | Denver Broncos       | Qualcomm Stadium              |
| 16 de octubre                                       | 13:00    | Buffalo Bills        | 45 – 16   | San Francisco 49ers  | New Era Field                 |
| 16 de octubre                                       | 13:00    | Washington Redskins  | 27 – 20   | Philadelphia Eagles  | FedExField                    |
| 16 de octubre                                       | 13:00    | Tennessee Titans     | 28 – 26   | Cleveland Browns     | Nissan Stadium                |
| 16 de octubre                                       | 13:00    | New York Giants      | 27 – 23   | Baltimore Ravens     | MetLife Stadium               |
| 16 de octubre                                       | 13:00    | New Orleans Saints   | 41 – 38   | Carolina Panthers    | Mercedes-Benz Superdome       |
| 16 de octubre                                       | 13:00    | Chicago Bears        | 16 – 17   | Jacksonville Jaguars | Soldier Field                 |
| 16 de octubre                                       | 13:00    | Detroit Lions        | 31 – 28   | Los Angeles Rams     | Ford Field                    |
| 16 de octubre                                       | 13:00    | Miami Dolphins       | 30 – 15   | Pittsburgh Steelers  | Hard Rock Stadium             |
| 16 de octubre                                       | 13:00    | New England Patriots | 35 – 17   | Cincinnati Bengals   | Gillette Stadium              |
| 16 de octubre                                       | 16:05    | Oakland Raiders      | 10 – 26   | Kansas City Chiefs   | Oakland-Alameda Coliseum      |
| 16 de octubre                                       | 16:25    | Seattle Seahawks     | 26 – 24   | Atlanta Falcons      | CenturyLink Field             |
| 16 de octubre                                       | 16:25    | Green Bay Packers    | 16 – 30   | Dallas Cowboys       | Lambeau Field                 |
| 16 de octubre                                       | 20:30    | Houston Texans       | 26 – 23   | Indianapolis Colts   | NRG Stadium                   |
| 17 de octubre                                       | 20:30    | Arizona Cardinals    | 28 – 3    | New York Jets        | University of Phoenix Stadium |
| Bye week: Minnesota Vikings y Tampa Bay Buccaneers. |          |                      |           |                      |                               |

| Semana 7                                      | Semana 7 | Semana 7             | Semana 7  | Semana 7             | Semana 7                            |
| Fecha                                         | Hora     | Local                | Resultado | Visitante            | Estadio                             |
| --------------------------------------------- | -------- | -------------------- | --------- | -------------------- | ----------------------------------- |
| 20 de octubre                                 | 20:25    | Green Bay Packers    | 26 – 10   | Chicago Bears        | Lambeau Field                       |
| 23 de octubre                                 | 9:30     | Los Angeles Rams     | 10 – 17   | New York Giants      | Twickenham Stadium                  |
| 23 de octubre                                 | 13:00    | Kansas City Chiefs   | 27 – 21   | New Orleans Saints   | Arrowhead Stadium                   |
| 23 de octubre                                 | 13:00    | Tennessee Titans     | 26 – 34   | Indianapolis Colts   | Nissan Stadium                      |
| 23 de octubre                                 | 13:00    | Philadelphia Eagles  | 21 – 10   | Minnesota Vikings    | Lincoln Financial Field             |
| 23 de octubre                                 | 13:00    | Cincinnati Bengals   | 31 – 17   | Cleveland Browns     | Paul Brown Stadium                  |
| 23 de octubre                                 | 13:00    | Detroit Lions        | 20 – 17   | Washington Redskins  | Ford Field                          |
| 23 de octubre                                 | 13:00    | Jacksonville Jaguars | 16 – 33   | Oakland Raiders      | EverBank Field                      |
| 23 de octubre                                 | 13:00    | Miami Dolphins       | 28 – 25   | Buffalo Bills        | Hard Rock Stadium                   |
| 23 de octubre                                 | 13:00    | New York Jets        | 24 – 16   | Baltimore Ravens     | MetLife Stadium                     |
| 23 de octubre                                 | 16:05    | San Francisco 49ers  | 17 – 34   | Tampa Bay Buccaneers | Levi's Stadium                      |
| 23 de octubre                                 | 16:05    | Atlanta Falcons      | 30 – 33   | San Diego Chargers   | Georgia Dome                        |
| 23 de octubre                                 | 16:25    | Pittsburgh Steelers  | 16 – 27   | New England Patriots | Heinz Field                         |
| 23 de octubre                                 | 20:30    | Arizona Cardinals    | 6 – 6     | Seattle Seahawks     | University of Phoenix Stadium       |
| 24 de octubre                                 | 20:30    | Denver Broncos       | 27 – 9    | Houston Texans       | Sports Authority Field at Mile High |
| Bye week: Carolina Panthers y Dallas Cowboys. |          |                      |           |                      |                                     |

| Semana 8 | Semana 8 | Semana 8             | Semana 8  | Semana 8             | Semana 8                            |
| Fecha | Hora     | Local                | Resultado | Visitante            | Estadio                             |
| --- | -------- | -------------------- | --------- | -------------------- | ----------------------------------- |
| 27 de octubre | 20:25    | Tennessee Titans     | 36 – 22   | Jacksonville Jaguars | Nissan Stadium                      |
| 30 de octubre | 9:30     | Cincinnati Bengals   | 27 – 27   | Washington Redskins  | Wembley Stadium                     |
| 30 de octubre | 13:00    | Indianapolis Colts   | 14 – 30   | Kansas City Chiefs   | Lucas Oil Stadium                   |
| 30 de octubre | 13:00    | Carolina Panthers    | 30 – 20   | Arizona Cardinals    | Bank of America Stadium             |
| 30 de octubre | 13:00    | Tampa Bay Buccaneers | 24 – 30   | Oakland Raiders      | Raymond James Stadium               |
| 30 de octubre | 13:00    | New Orleans Saints   | 25 – 20   | Seattle Seahawks     | Mercedes-Benz Superdome             |
| 30 de octubre | 13:00    | Houston Texans       | 20 – 13   | Detroit Lions        | NRG Stadium                         |
| 30 de octubre | 13:00    | Buffalo Bills        | 25 – 41   | New England Patriots | New Era Field                       |
| 30 de octubre | 13:00    | Cleveland Browns     | 28 – 31   | New York Jets        | FirstEnergy Stadium                 |
| 30 de octubre | 16:05    | Denver Broncos       | 27 – 19   | San Diego Chargers   | Sports Authority Field at Mile High |
| 30 de octubre | 16:25    | Atlanta Falcons      | 33 – 32   | Green Bay Packers    | Georgia Dome                        |
| 30 de octubre | 20:30    | Dallas Cowboys       | 29 – 23   | Philadelphia Eagles  | AT&T Stadium                        |
| 31 de octubre | 20:30    | Chicago Bears        | 20 – 10   | Minnesota Vikings    | Soldier Field                       |
| Bye week: Baltimore Ravens, Los Angeles Rams, Miami Dolphins, New York Giants, Pittsburgh Steelers y San Francisco 49ers. |          |                      |           |                      |                                     |

| Semana 9 | Semana 9 | Semana 9             | Semana 9  | Semana 9             | Semana 9                      |
| Fecha | Hora     | Local                | Resultado | Visitante            | Estadio                       |
| --- | -------- | -------------------- | --------- | -------------------- | ----------------------------- |
| 3 de noviembre | 20:25    | Tampa Bay Buccaneers | 28 – 43   | Atlanta Falcons      | Raymond James Stadium         |
| 6 de noviembre | 13:00    | Minnesota Vikings    | 16 – 22   | Detroit Lions        | U.S. Bank Stadium             |
| 6 de noviembre | 13:00    | New York Giants      | 28 – 23   | Philadelphia Eagles  | MetLife Stadium               |
| 6 de noviembre | 13:00    | Miami Dolphins       | 27 – 23   | New York Jets        | Hard Rock Stadium             |
| 6 de noviembre | 13:00    | Kansas City Chiefs   | 19 – 14   | Jacksonville Jaguars | Arrowhead Stadium             |
| 6 de noviembre | 13:00    | Cleveland Browns     | 10 – 35   | Dallas Cowboys       | FirstEnergy Stadium           |
| 6 de noviembre | 13:00    | Baltimore Ravens     | 21 – 14   | Pittsburgh Steelers  | M&T Bank Stadium              |
| 6 de noviembre | 16:05    | San Francisco 49ers  | 23 – 41   | New Orleans Saints   | Levi's Stadium                |
| 6 de noviembre | 16:05    | Los Angeles Rams     | 10 – 13   | Carolina Panthers    | Los Angeles Memorial Coliseum |
| 6 de noviembre | 16:25    | Green Bay Packers    | 26 – 31   | Indianapolis Colts   | Lambeau Field                 |
| 6 de noviembre | 16:25    | San Diego Chargers   | 43 – 35   | Tennessee Titans     | Qualcomm Stadium              |
| 6 de noviembre | 20:30    | Oakland Raiders      | 30 – 20   | Denver Broncos       | Oakland-Alameda Coliseum      |
| 7 de noviembre | 20:30    | Seattle Seahawks     | 31 – 25   | Buffalo Bills        | CenturyLink Field             |
| Bye week: Arizona Cardinals, Chicago Bears, Cincinnati Bengals, Houston Texans, New England Patriots y Washington Redskins. |          |                      |           |                      |                               |

| Semana 10                                                                     | Semana 10 | Semana 10            | Semana 10 | Semana 10           | Semana 10                     |
| Fecha                                                                         | Hora      | Local                | Resultado | Visitante           | Estadio                       |
| ----------------------------------------------------------------------------- | --------- | -------------------- | --------- | ------------------- | ----------------------------- |
| 10 de noviembre                                                               | 20:25     | Baltimore Ravens     | 28 – 7    | Cleveland Browns    | M&T Bank Stadium              |
| 13 de noviembre                                                               | 13:00     | Jacksonville Jaguars | 21 – 24   | Houston Texans      | EverBank Field                |
| 13 de noviembre                                                               | 13:00     | New Orleans Saints   | 23 – 25   | Denver Broncos      | Mercedes-Benz Superdome       |
| 13 de noviembre                                                               | 13:00     | New York Jets        | 6 – 9     | Los Angeles Rams    | MetLife Stadium               |
| 13 de noviembre                                                               | 13:00     | Philadelphia Eagles  | 24 – 15   | Atlanta Falcons     | Lincoln Financial Field       |
| 13 de noviembre                                                               | 13:00     | Carolina Panthers    | 17 – 20   | Kansas City Chiefs  | Bank of America Stadium       |
| 13 de noviembre                                                               | 13:00     | Tampa Bay Buccaneers | 36 – 10   | Chicago Bears       | Raymond James Stadium         |
| 13 de noviembre                                                               | 13:00     | Washington Redskins  | 26 – 20   | Minnesota Vikings   | FedExField                    |
| 13 de noviembre                                                               | 13:00     | Tennessee Titans     | 47 – 25   | Green Bay Packers   | Nissan Stadium                |
| 13 de noviembre                                                               | 16:05     | San Diego Chargers   | 24 – 31   | Miami Dolphins      | Qualcomm Stadium              |
| 13 de noviembre                                                               | 16:25     | Arizona Cardinals    | 23 – 20   | San Francisco 49ers | University of Phoenix Stadium |
| 13 de noviembre                                                               | 16:25     | Pittsburgh Steelers  | 30 – 35   | Dallas Cowboys      | Heinz Field                   |
| 13 de noviembre                                                               | 20:30     | New England Patriots | 24 – 31   | Seattle Seahawks    | Gillette Stadium              |
| 14 de noviembre                                                               | 20:30     | New York Giants      | 21 – 20   | Cincinnati Bengals  | MetLife Stadium               |
| Bye week: Buffalo Bills, Detroit Lions, Indianapolis Colts y Oakland Raiders. |           |                      |           |                     |                               |

| Semana 11                                                                      | Semana 11 | Semana 11           | Semana 11 | Semana 11            | Semana 11                     |
| Fecha                                                                          | Hora      | Local               | Resultado | Visitante            | Estadio                       |
| ------------------------------------------------------------------------------ | --------- | ------------------- | --------- | -------------------- | ----------------------------- |
| 17 de noviembre                                                                | 20:25     | Carolina Panthers   | 23 – 20   | New Orleans Saints   | Bank of America Stadium       |
| 20 de noviembre                                                                | 13:00     | Cleveland Browns    | 9 – 24    | Pittsburgh Steelers  | FirstEnergy Stadium           |
| 20 de noviembre                                                                | 13:00     | Dallas Cowboys      | 27 – 17   | Baltimore Ravens     | AT&T Stadium                  |
| 20 de noviembre                                                                | 13:00     | Detroit Lions       | 26 – 19   | Jacksonville Jaguars | Ford Field                    |
| 20 de noviembre                                                                | 13:00     | Indianapolis Colts  | 24 – 17   | Tennessee Titans     | Lucas Oil Stadium             |
| 20 de noviembre                                                                | 13:00     | Cincinnati Bengals  | 12 – 16   | Buffalo Bills        | Paul Brown Stadium            |
| 20 de noviembre                                                                | 13:00     | Kansas City Chiefs  | 17 – 19   | Tampa Bay Buccaneers | Arrowhead Stadium             |
| 20 de noviembre                                                                | 13:00     | New York Giants     | 22 – 16   | Chicago Bears        | MetLife Stadium               |
| 20 de noviembre                                                                | 13:00     | Minnesota Vikings   | 30 – 24   | Arizona Cardinals    | U.S. Bank Stadium             |
| 20 de noviembre                                                                | 16:05     | Los Angeles Rams    | 10 – 14   | Miami Dolphins       | Los Angeles Memorial Coliseum |
| 20 de noviembre                                                                | 16:25     | San Francisco 49ers | 17 – 30   | New England Patriots | Levi's Stadium                |
| 20 de noviembre                                                                | 16:25     | Seattle Seahawks    | 26 – 15   | Philadelphia Eagles  | CenturyLink Field             |
| 20 de noviembre                                                                | 20:30     | Washington Redskins | 42 – 24   | Green Bay Packers    | FedExField                    |
| 21 de noviembre                                                                | 20:30     | Oakland Raiders     | 27 – 20   | Houston Texans       | Estadio Azteca                |
| Bye week: Atlanta Falcons, Denver Broncos, New York Jets y San Diego Chargers. |           |                     |           |                      |                               |

| Semana 12       | Semana 12 | Semana 12            | Semana 12 | Semana 12            | Semana 12                           |
| Fecha           | Hora      | Local                | Resultado | Visitante            | Estadio                             |
| --------------- | --------- | -------------------- | --------- | -------------------- | ----------------------------------- |
| 24 de noviembre | 12:30     | Detroit Lions        | 16 – 13   | Minnesota Vikings    | Ford Field                          |
| 24 de noviembre | 16:30     | Dallas Cowboys       | 31 – 26   | Washington Redskins  | AT&T Stadium                        |
| 24 de noviembre | 20:30     | Indianapolis Colts   | 7 – 28    | Pittsburgh Steelers  | Lucas Oil Stadium                   |
| 27 de noviembre | 13:00     | Chicago Bears        | 21 – 27   | Tennessee Titans     | Soldier Field                       |
| 27 de noviembre | 13:00     | Buffalo Bills        | 28 – 21   | Jacksonville Jaguars | New Era Field                       |
| 27 de noviembre | 13:00     | Baltimore Ravens     | 19 – 14   | Cincinnati Bengals   | M&T Bank Stadium                    |
| 27 de noviembre | 13:00     | Atlanta Falcons      | 38 – 19   | Arizona Cardinals    | Georgia Dome                        |
| 27 de noviembre | 13:00     | Cleveland Browns     | 13 – 27   | New York Giants      | FirstEnergy Stadium                 |
| 27 de noviembre | 13:00     | New Orleans Saints   | 49 – 21   | Los Angeles Rams     | Mercedes-Benz Superdome             |
| 27 de noviembre | 13:00     | Miami Dolphins       | 31 – 24   | San Francisco 49ers  | Hard Rock Stadium                   |
| 27 de noviembre | 13:00     | Houston Texans       | 13 – 21   | San Diego Chargers   | NRG Stadium                         |
| 27 de noviembre | 16:05     | Tampa Bay Buccaneers | 14 – 5    | Seattle Seahawks     | Raymond James Stadium               |
| 27 de noviembre | 16:25     | New York Jets        | 17 – 22   | New England Patriots | MetLife Stadium                     |
| 27 de noviembre | 16:25     | Oakland Raiders      | 35 – 32   | Carolina Panthers    | Oakland-Alameda Coliseum            |
| 27 de noviembre | 20:30     | Denver Broncos       | 27 – 30   | Kansas City Chiefs   | Sports Authority Field at Mile High |
| 28 de noviembre | 20:30     | Philadelphia Eagles  | 13 – 27   | Green Bay Packers    | Lincoln Financial Field             |

| Semana 13                                      | Semana 13 | Semana 13            | Semana 13 | Semana 13            | Semana 13                     |
| Fecha                                          | Hora      | Local                | Resultado | Visitante            | Estadio                       |
| ---------------------------------------------- | --------- | -------------------- | --------- | -------------------- | ----------------------------- |
| 1 de diciembre                                 | 20:25     | Minnesota Vikings    | 15 – 17   | Dallas Cowboys       | U.S. Bank Stadium             |
| 4 de diciembre                                 | 13:00     | Atlanta Falcons      | 28 – 29   | Kansas City Chiefs   | Georgia Dome                  |
| 4 de diciembre                                 | 13:00     | New Orleans Saints   | 13 – 28   | Detroit Lions        | Mercedes-Benz Superdome       |
| 4 de diciembre                                 | 13:00     | New England Patriots | 26 – 10   | Los Angeles Rams     | Gillette Stadium              |
| 4 de diciembre                                 | 13:00     | Jacksonville Jaguars | 10 – 20   | Denver Broncos       | EverBank Field                |
| 4 de diciembre                                 | 13:00     | Green Bay Packers    | 21 – 13   | Houston Texans       | Lambeau Field                 |
| 4 de diciembre                                 | 13:00     | Cincinnati Bengals   | 32 – 14   | Philadelphia Eagles  | Paul Brown Stadium            |
| 4 de diciembre                                 | 13:00     | Baltimore Ravens     | 38 – 6    | Miami Dolphins       | M&T Bank Stadium              |
| 4 de diciembre                                 | 13:00     | Chicago Bears        | 26 – 6    | San Francisco 49ers  | Soldier Field                 |
| 4 de diciembre                                 | 16:05     | Oakland Raiders      | 38 – 24   | Buffalo Bills        | Oakland-Alameda Coliseum      |
| 4 de diciembre                                 | 16:25     | Pittsburgh Steelers  | 24 – 14   | New York Giants      | Heinz Field                   |
| 4 de diciembre                                 | 16:25     | Arizona Cardinals    | 31 – 23   | Washington Redskins  | University of Phoenix Stadium |
| 4 de diciembre                                 | 16:25     | San Diego Chargers   | 21 – 28   | Tampa Bay Buccaneers | Qualcomm Stadium              |
| 4 de diciembre                                 | 20:30     | Seattle Seahawks     | 40 – 7    | Carolina Panthers    | CenturyLink Field             |
| 5 de diciembre                                 | 20:30     | New York Jets        | 10 – 41   | Indianapolis Colts   | MetLife Stadium               |
| Bye week: Cleveland Browns y Tennessee Titans. |           |                      |           |                      |                               |

| Semana 14       | Semana 14 | Semana 14            | Semana 14 | Semana 14           | Semana 14                     |
| Fecha           | Hora      | Local                | Resultado | Visitante           | Estadio                       |
| --------------- | --------- | -------------------- | --------- | ------------------- | ----------------------------- |
| 8 de diciembre  | 20:25     | Kansas City Chiefs   | 21 – 13   | Oakland Raiders     | Arrowhead Stadium             |
| 11 de diciembre | 13:00     | Buffalo Bills        | 20 – 27   | Pittsburgh Steelers | New Era Field                 |
| 11 de diciembre | 13:00     | Tennessee Titans     | 13 – 10   | Denver Broncos      | Nissan Stadium                |
| 11 de diciembre | 13:00     | Philadelphia Eagles  | 22 – 27   | Washington Redskins | Lincoln Financial Field       |
| 11 de diciembre | 13:00     | Miami Dolphins       | 26 – 23   | Arizona Cardinals   | Hard Rock Stadium             |
| 11 de diciembre | 13:00     | Jacksonville Jaguars | 16 – 25   | Minnesota Vikings   | EverBank Field                |
| 11 de diciembre | 13:00     | Indianapolis Colts   | 17 – 22   | Houston Texans      | Lucas Oil Stadium             |
| 11 de diciembre | 13:00     | Carolina Panthers    | 28 – 16   | San Diego Chargers  | Bank of America Stadium       |
| 11 de diciembre | 13:00     | Cleveland Browns     | 10 – 23   | Cincinnati Bengals  | FirstEnergy Stadium           |
| 11 de diciembre | 13:00     | Detroit Lions        | 20 – 17   | Chicago Bears       | Ford Field                    |
| 11 de diciembre | 16:05     | San Francisco 49ers  | 17 – 23   | New York Jets       | Levi's Stadium                |
| 11 de diciembre | 16:25     | Tampa Bay Buccaneers | 16 – 11   | New Orleans Saints  | Raymond James Stadium         |
| 11 de diciembre | 16:25     | Los Angeles Rams     | 14 – 42   | Atlanta Falcons     | Los Angeles Memorial Coliseum |
| 11 de diciembre | 16:25     | Green Bay Packers    | 38 – 10   | Seattle Seahawks    | Lambeau Field                 |
| 11 de diciembre | 20:30     | New York Giants      | 10 – 7    | Dallas Cowboys      | MetLife Stadium               |
| 12 de diciembre | 20:30     | New England Patriots | 30 – 23   | Baltimore Ravens    | Gillette Stadium              |

| Semana 15       | Semana 15 | Semana 15           | Semana 15 | Semana 15            | Semana 15                           |
| Fecha           | Hora      | Local               | Resultado | Visitante            | Estadio                             |
| --------------- | --------- | ------------------- | --------- | -------------------- | ----------------------------------- |
| 15 de diciembre | 20:25     | Seattle Seahawks    | 24 – 3    | Los Angeles Rams     | CenturyLink Field                   |
| 17 de diciembre | 20:25     | New York Jets       | 13 – 34   | Miami Dolphins       | MetLife Stadium                     |
| 18 de diciembre | 13:00     | Chicago Bears       | 27 – 30   | Green Bay Packers    | Soldier Field                       |
| 18 de diciembre | 13:00     | Buffalo Bills       | 33 – 13   | Cleveland Browns     | New Era Field                       |
| 18 de diciembre | 13:00     | Baltimore Ravens    | 27 – 26   | Philadelphia Eagles  | M&T Bank Stadium                    |
| 18 de diciembre | 13:00     | Kansas City Chiefs  | 17 – 19   | Tennessee Titans     | Arrowhead Stadium                   |
| 18 de diciembre | 13:00     | Cincinnati Bengals  | 20 – 24   | Pittsburgh Steelers  | Paul Brown Stadium                  |
| 18 de diciembre | 13:00     | New York Giants     | 17 – 6    | Detroit Lions        | MetLife Stadium                     |
| 18 de diciembre | 13:00     | Minnesota Vikings   | 6 – 34    | Indianapolis Colts   | U.S. Bank Stadium                   |
| 18 de diciembre | 13:00     | Houston Texans      | 21 – 20   | Jacksonville Jaguars | NRG Stadium                         |
| 18 de diciembre | 16:05     | Arizona Cardinals   | 41 – 48   | New Orleans Saints   | University of Phoenix Stadium       |
| 18 de diciembre | 16:05     | Atlanta Falcons     | 41 – 13   | San Francisco 49ers  | Georgia Dome                        |
| 18 de diciembre | 16:25     | San Diego Chargers  | 16 – 19   | Oakland Raiders      | Qualcomm Stadium                    |
| 18 de diciembre | 16:25     | Denver Broncos      | 3 – 16    | New England Patriots | Sports Authority Field at Mile High |
| 18 de diciembre | 20:30     | Dallas Cowboys      | 26 – 20   | Tampa Bay Buccaneers | AT&T Stadium                        |
| 19 de diciembre | 20:30     | Washington Redskins | 15 – 26   | Carolina Panthers    | FedExField                          |

| Semana 16       | Semana 16 | Semana 16            | Semana 16 | Semana 16            | Semana 16                     |
| Fecha           | Hora      | Local                | Resultado | Visitante            | Estadio                       |
| --------------- | --------- | -------------------- | --------- | -------------------- | ----------------------------- |
| 22 de diciembre | 20:25     | Philadelphia Eagles  | 24 – 19   | New York Giants      | Lincoln Financial Field       |
| 24 de diciembre | 13:00     | Buffalo Bills        | 31 – 34   | Miami Dolphins       | New Era Field                 |
| 24 de diciembre | 13:00     | New England Patriots | 41 – 3    | New York Jets        | Gillette Stadium              |
| 24 de diciembre | 13:00     | Jacksonville Jaguars | 38 – 17   | Tennessee Titans     | EverBank Field                |
| 24 de diciembre | 13:00     | Green Bay Packers    | 38 – 25   | Minnesota Vikings    | Lambeau Field                 |
| 24 de diciembre | 13:00     | Cleveland Browns     | 20 – 17   | San Diego Chargers   | FirstEnergy Stadium           |
| 24 de diciembre | 13:00     | Chicago Bears        | 21 – 41   | Washington Redskins  | Soldier Field                 |
| 24 de diciembre | 13:00     | Carolina Panthers    | 16 – 33   | Atlanta Falcons      | Bank of America Stadium       |
| 24 de diciembre | 16:05     | Oakland Raiders      | 33 – 25   | Indianapolis Colts   | Oakland-Alameda Coliseum      |
| 24 de diciembre | 16:25     | New Orleans Saints   | 31 – 24   | Tampa Bay Buccaneers | Mercedes-Benz Superdome       |
| 24 de diciembre | 16:25     | Seattle Seahawks     | 31 – 34   | Arizona Cardinals    | CenturyLink Field             |
| 24 de diciembre | 16:25     | Los Angeles Rams     | 21 – 22   | San Francisco 49ers  | Los Angeles Memorial Coliseum |
| 24 de diciembre | 20:25     | Houston Texans       | 12 – 10   | Cincinnati Bengals   | NRG Stadium                   |
| 25 de diciembre | 16:30     | Pittsburgh Steelers  | 31 – 27   | Baltimore Ravens     | Heinz Field                   |
| 25 de diciembre | 20:30     | Kansas City Chiefs   | 33 – 10   | Denver Broncos       | Arrowhead Stadium             |
| 26 de diciembre | 20:30     | Dallas Cowboys       | 42 – 21   | Detroit Lions        | AT&T Stadium                  |

| Semana 17  | Semana 17 | Semana 17            | Semana 17 | Semana 17            | Semana 17                           |
| Fecha      | Hora      | Local                | Resultado | Visitante            | Estadio                             |
| ---------- | --------- | -------------------- | --------- | -------------------- | ----------------------------------- |
| 1 de enero | 13:00     | Cincinnati Bengals   | 27 – 10   | Baltimore Ravens     | Paul Brown Stadium                  |
| 1 de enero | 13:00     | Tennessee Titans     | 24 – 17   | Houston Texans       | Nissan Stadium                      |
| 1 de enero | 13:00     | Tampa Bay Buccaneers | 17 – 16   | Carolina Panthers    | Raymond James Stadium               |
| 1 de enero | 13:00     | Pittsburgh Steelers  | 27 – 24   | Cleveland Browns     | Heinz Field                         |
| 1 de enero | 13:00     | Philadelphia Eagles  | 27 – 13   | Dallas Cowboys       | Lincoln Financial Field             |
| 1 de enero | 13:00     | New York Jets        | 30 – 10   | Buffalo Bills        | MetLife Stadium                     |
| 1 de enero | 13:00     | Minnesota Vikings    | 38 – 10   | Chicago Bears        | U.S. Bank Stadium                   |
| 1 de enero | 13:00     | Indianapolis Colts   | 24 – 20   | Jacksonville Jaguars | Lucas Oil Stadium                   |
| 1 de enero | 13:00     | Miami Dolphins       | 14 – 35   | New England Patriots | Hard Rock Stadium                   |
| 1 de enero | 16:25     | San Diego Chargers   | 27 – 37   | Kansas City Chiefs   | Qualcomm Stadium                    |
| 1 de enero | 16:25     | Los Angeles Rams     | 6 – 44    | Arizona Cardinals    | Los Angeles Memorial Coliseum       |
| 1 de enero | 16:25     | Denver Broncos       | 24 – 6    | Oakland Raiders      | Sports Authority Field at Mile High |
| 1 de enero | 16:25     | Washington Redskins  | 10 – 19   | New York Giants      | FedExField                          |
| 1 de enero | 16:25     | San Francisco 49ers  | 23 – 25   | Seattle Seahawks     | Levi's Stadium                      |
| 1 de enero | 16:25     | Atlanta Falcons      | 38 – 32   | New Orleans Saints   | Georgia Dome                        |
| 1 de enero | 20:30     | Detroit Lions        | 24 – 31   | Green Bay Packers    | Ford Field                          |

### Postemporada
| #   | AFC                  | AFC               | NFC               | NFC               |
| --- | -------------------- | ----------------- | ----------------- | ----------------- |
| 1.º | New England Patriots | Campeón del Este  | Dallas Cowboys    | Campeón del Este  |
| 2.º | Kansas City Chiefs   | Campeón del Oeste | Atlanta Falcons   | Campeón del Sur   |
| 3.º | Pittsburgh Steelers  | Campeón del Norte | Seattle Seahawks  | Campeón del Oeste |
| 4.º | Houston Texans       | Campeón del Sur   | Green Bay Packers | Campeón del Norte |
| 5.º | Oakland Raiders      | Wild Card         | New York Giants   | Wild Card         |
| 6.º | Miami Dolphins       | Wild Card         | Detroit Lions     | Wild Card         |

- Los horarios corresponden al huso horario de UTC−05:00, R.

|  | Ronda Wild Card                      | Ronda Wild Card                      | Ronda Wild Card                      |   |                      | Ronda divisional                      | Ronda divisional                      | Ronda divisional                      |                                      |                                      | Finales de conferencia               | Finales de conferencia | Finales de conferencia |  |  | Super Bowl | Super Bowl | Super Bowl |
|  |                                      |                                      |                                      |   |                      |                                       |                                       |                                       |                                      |                                      |                                      |                        |                        |  |  |            |            |            |
|  | 8 de enero - 13:05 Heinz Field       | 8 de enero - 13:05 Heinz Field       | 8 de enero - 13:05 Heinz Field       |   |                      | 15 de enero - 13:05 Arrowhead Stadium | 15 de enero - 13:05 Arrowhead Stadium | 15 de enero - 13:05 Arrowhead Stadium |                                      |                                      |                                      |                        |                        |  |  |            |            |            |
|  | 8 de enero - 13:05 Heinz Field       | 8 de enero - 13:05 Heinz Field       | 8 de enero - 13:05 Heinz Field       |   |                      | 15 de enero - 13:05 Arrowhead Stadium | 15 de enero - 13:05 Arrowhead Stadium | 15 de enero - 13:05 Arrowhead Stadium |                                      |                                      |                                      |                        |                        |  |  |            |            |            |
|  | 8 de enero - 13:05 Heinz Field       | 8 de enero - 13:05 Heinz Field       | 8 de enero - 13:05 Heinz Field       |   |                      | 15 de enero - 13:05 Arrowhead Stadium | 15 de enero - 13:05 Arrowhead Stadium | 15 de enero - 13:05 Arrowhead Stadium |                                      |                                      |                                      |                        |                        |  |  |            |            |            |
|  | 8 de enero - 13:05 Heinz Field       | 8 de enero - 13:05 Heinz Field       | 8 de enero - 13:05 Heinz Field       |   |                      | 15 de enero - 13:05 Arrowhead Stadium | 15 de enero - 13:05 Arrowhead Stadium | 15 de enero - 13:05 Arrowhead Stadium |                                      |                                      |                                      |                        |                        |  |  |            |            |            |
|  | 6                                    | Miami Dolphins                       | 12                                   |   |                      | 15 de enero - 13:05 Arrowhead Stadium | 15 de enero - 13:05 Arrowhead Stadium | 15 de enero - 13:05 Arrowhead Stadium |                                      |                                      |                                      |                        |                        |  |  |            |            |            |
|  | 6                                    | Miami Dolphins                       | 12                                   | 3 | Pittsburgh Steelers  | 18                                    |                                       |                                       |                                      |                                      |                                      |                        |                        |  |  |            |            |            |
|  | 3                                    | Pittsburgh Steelers                  | 30                                   | 3 | Pittsburgh Steelers  | 18                                    |                                       |                                       | 22 de enero - 18:40 Gillette Stadium | 22 de enero - 18:40 Gillette Stadium | 22 de enero - 18:40 Gillette Stadium |                        |                        |  |  |            |            |            |
|  | 3                                    | Pittsburgh Steelers                  | 30                                   | 2 | Kansas City Chiefs   | 16                                    |                                       |                                       | 22 de enero - 18:40 Gillette Stadium | 22 de enero - 18:40 Gillette Stadium | 22 de enero - 18:40 Gillette Stadium |                        |                        |  |  |            |            |            |
|  |                                      |                                      |                                      | 2 | Kansas City Chiefs   | 16                                    |                                       |                                       | 22 de enero - 18:40 Gillette Stadium | 22 de enero - 18:40 Gillette Stadium | 22 de enero - 18:40 Gillette Stadium |                        |                        |  |  |            |            |            |
|  |                                      |                                      |                                      |   |                      |                                       |                                       |                                       | 22 de enero - 18:40 Gillette Stadium | 22 de enero - 18:40 Gillette Stadium | 22 de enero - 18:40 Gillette Stadium |                        |                        |  |  |            |            |            |
|  | 7 de enero - 16:35 Estadio NRG       | 7 de enero - 16:35 Estadio NRG       | 7 de enero - 16:35 Estadio NRG       | 3 | Pittsburgh Steelers  | 17                                    |                                       |                                       |                                      |                                      |                                      |                        |                        |  |  |            |            |            |
|  | 7 de enero - 16:35 Estadio NRG       | 7 de enero - 16:35 Estadio NRG       | 7 de enero - 16:35 Estadio NRG       | 3 | Pittsburgh Steelers  | 17                                    | 14 de enero - 16:35 Gillette Stadium  |                                       |                                      |                                      |                                      |                        |                        |  |  |            |            |            |
|  | 7 de enero - 16:35 Estadio NRG       | 7 de enero - 16:35 Estadio NRG       | 7 de enero - 16:35 Estadio NRG       |   | 1                    | New England Patriots                  | 36                                    |                                       |                                      |                                      |                                      |                        |                        |  |  |            |            |            |
|  | 7 de enero - 16:35 Estadio NRG       | 7 de enero - 16:35 Estadio NRG       | 7 de enero - 16:35 Estadio NRG       |   | 1                    | New England Patriots                  | 36                                    |                                       |                                      |                                      |                                      |                        |                        |  |  |            |            |            |
|  | 5                                    | Oakland Raiders                      | 14                                   |   |                      |                                       |                                       |                                       |                                      |                                      |                                      |                        |                        |  |  |            |            |            |
|  | 5                                    | Oakland Raiders                      | 14                                   | 4 | Houston Texans       | 16                                    |                                       |                                       |                                      |                                      |                                      |                        |                        |  |  |            |            |            |
|  | 4                                    | Houston Texans                       | 27                                   | 4 | Houston Texans       | 16                                    |                                       |                                       | 5 de febrero - 18:30 Estadio NRG     | 5 de febrero - 18:30 Estadio NRG     | 5 de febrero - 18:30 Estadio NRG     |                        |                        |  |  |            |            |            |
|  | 4                                    | Houston Texans                       | 27                                   | 1 | New England Patriots | 34                                    |                                       |                                       | 5 de febrero - 18:30 Estadio NRG     | 5 de febrero - 18:30 Estadio NRG     | 5 de febrero - 18:30 Estadio NRG     |                        |                        |  |  |            |            |            |
|  |                                      |                                      |                                      | 1 | New England Patriots | 34                                    |                                       |                                       |                                      | 5 de febrero - 18:30 Estadio NRG     | 5 de febrero - 18:30 Estadio NRG     |                        |                        |  |  |            |            |            |
|  |                                      |                                      |                                      |   |                      |                                       |                                       |                                       |                                      | 5 de febrero - 18:30 Estadio NRG     | 5 de febrero - 18:30 Estadio NRG     |                        |                        |  |  |            |            |            |
|  | 8 de enero - 16:40 Lambeau Field     | 8 de enero - 16:40 Lambeau Field     | 8 de enero - 16:40 Lambeau Field     | 1 | New England Patriots | 34                                    |                                       |                                       |                                      |                                      |                                      |                        |                        |  |  |            |            |            |
|  | 8 de enero - 16:40 Lambeau Field     | 8 de enero - 16:40 Lambeau Field     | 8 de enero - 16:40 Lambeau Field     | 1 | New England Patriots | 34                                    | 15 de enero - 16:40 AT&T Stadium      |                                       |                                      |                                      |                                      |                        |                        |  |  |            |            |            |
|  | 8 de enero - 16:40 Lambeau Field     | 8 de enero - 16:40 Lambeau Field     | 8 de enero - 16:40 Lambeau Field     |   | 2                    | Atlanta Falcons                       | 28                                    |                                       |                                      |                                      |                                      |                        |                        |  |  |            |            |            |
|  | 8 de enero - 16:40 Lambeau Field     | 8 de enero - 16:40 Lambeau Field     | 8 de enero - 16:40 Lambeau Field     |   | 2                    | Atlanta Falcons                       | 28                                    |                                       |                                      |                                      |                                      |                        |                        |  |  |            |            |            |
|  | 5                                    | New York Giants                      | 13                                   |   |                      |                                       |                                       |                                       |                                      |                                      |                                      |                        |                        |  |  |            |            |            |
|  | 5                                    | New York Giants                      | 13                                   | 4 | Green Bay Packers    | 34                                    |                                       |                                       |                                      |                                      |                                      |                        |                        |  |  |            |            |            |
|  | 4                                    | Green Bay Packers                    | 38                                   | 4 | Green Bay Packers    | 34                                    |                                       |                                       | 22 de enero - 15:05 Georgia Dome     | 22 de enero - 15:05 Georgia Dome     | 22 de enero - 15:05 Georgia Dome     |                        |                        |  |  |            |            |            |
|  | 4                                    | Green Bay Packers                    | 38                                   | 1 | Dallas Cowboys       | 31                                    |                                       |                                       | 22 de enero - 15:05 Georgia Dome     | 22 de enero - 15:05 Georgia Dome     | 22 de enero - 15:05 Georgia Dome     |                        |                        |  |  |            |            |            |
|  |                                      |                                      |                                      | 1 | Dallas Cowboys       | 31                                    |                                       |                                       | 22 de enero - 15:05 Georgia Dome     | 22 de enero - 15:05 Georgia Dome     | 22 de enero - 15:05 Georgia Dome     |                        |                        |  |  |            |            |            |
|  |                                      |                                      |                                      |   |                      |                                       |                                       |                                       | 22 de enero - 15:05 Georgia Dome     | 22 de enero - 15:05 Georgia Dome     | 22 de enero - 15:05 Georgia Dome     |                        |                        |  |  |            |            |            |
|  | 7 de enero - 20:40 CenturyLink Field | 7 de enero - 20:40 CenturyLink Field | 7 de enero - 20:40 CenturyLink Field | 4 | Green Bay Packers    | 21                                    |                                       |                                       |                                      |                                      |                                      |                        |                        |  |  |            |            |            |
|  | 7 de enero - 20:40 CenturyLink Field | 7 de enero - 20:40 CenturyLink Field | 7 de enero - 20:40 CenturyLink Field | 4 | Green Bay Packers    | 21                                    | 14 de enero - 20:40 Georgia Dome      |                                       |                                      |                                      |                                      |                        |                        |  |  |            |            |            |
|  | 7 de enero - 20:40 CenturyLink Field | 7 de enero - 20:40 CenturyLink Field | 7 de enero - 20:40 CenturyLink Field |   | 2                    | Atlanta Falcons                       | 44                                    |                                       |                                      |                                      |                                      |                        |                        |  |  |            |            |            |
|  | 7 de enero - 20:40 CenturyLink Field | 7 de enero - 20:40 CenturyLink Field | 7 de enero - 20:40 CenturyLink Field |   | 2                    | Atlanta Falcons                       | 44                                    |                                       |                                      |                                      |                                      |                        |                        |  |  |            |            |            |
|  | 6                                    | Detroit Lions                        | 6                                    |   |                      |                                       |                                       |                                       |                                      |                                      |                                      |                        |                        |  |  |            |            |            |
|  | 6                                    | Detroit Lions                        | 6                                    | 3 | Seattle Seahawks     | 20                                    |                                       |                                       |                                      |                                      |                                      |                        |                        |  |  |            |            |            |
|  | 3                                    | Seattle Seahawks                     | 26                                   | 3 | Seattle Seahawks     | 20                                    |                                       |                                       |                                      |                                      |                                      |                        |                        |  |  |            |            |            |
|  | 3                                    | Seattle Seahawks                     | 26                                   | 2 | Atlanta Falcons      | 35                                    |                                       |                                       |                                      |                                      |                                      |                        |                        |  |  |            |            |            |
|  |                                      |                                      |                                      | 2 | Atlanta Falcons      | 35                                    |                                       |                                       |                                      |                                      |                                      |                        |                        |  |  |            |            |            |

- Local en cada partido: El local en cada partido es el equipo mejor clasificado, el equipo de abajo en el cuadro, excepto en el Super Bowl que es un estadio neutral.

## Premios

### Individuales
| Premio                       | Ganador          | Posición             | Equipo             |
| ---------------------------- | ---------------- | -------------------- | ------------------ |
| Jugador Más Valioso          | Matt Ryan        | Quarterback          | Atlanta Falcons    |
| Jugador Ofensivo del Año     | Matt Ryan        | Quarterback          | Atlanta Falcons    |
| Jugador Defensivo del Año    | Khalil Mack      | Defensive end        | Oakland Raiders    |
| Entrenador del Año           | Jason Garrett    | Entrenador           | Dallas Cowboys     |
| Entrenador Asistente del Año | Kyle Shanahan    | Coordinador ofensivo | Atlanta Falcons    |
| Rookie del Año               | Dak Prescott     | Quarterback          | Dallas Cowboys     |
| Rookie Ofensivo del Año      | Dak Prescott     | Quarterback          | Dallas Cowboys     |
| Rookie Defensivo del Año     | Joey Bosa        | Defensive end        | San Diego Chargers |
| Jugador Regreso del Año      | Jordy Nelson     | Wide receiver        | Green Bay Packers  |
| Hombre del Año               | Larry Fitzgerald | Wide receiver        | Arizona Cardinals  |
| Hombre del Año               | Eli Manning      | Quarterback          | New York Giants    |
| Ejecutivo del Año            | Reggie McKenzie  | Gerente general      | Oakland Raiders    |

### Equipo All-Pro
| Ofensivo      | Ofensivo                                       |
| ------------- | ---------------------------------------------- |
| Quarterback   | Matt Ryan, Atlanta                             |
| Running back  | Ezekiel Elliott, Dallas David Johnson, Arizona |
| Wide receiver | Antonio Brown, Pittsburgh Julio Jones, Atlanta |
| Tight end     | Travis Kelce, Kansas City                      |
| Tackle        | Tyron Smith, Dallas Jack Conklin, Tennessee    |
| Guard         | Kelechi Osemele, Oakland Zack Martin, Dallas   |
| Center        | Travis Frederick, Dallas                       |

| Defensivo      | Defensivo                                                 |
| -------------- | --------------------------------------------------------- |
| Defensive end  | Khalil Mack, Oakland Vic Beasley, Atlanta                 |
| Tackle         | Aaron Donald, Los Angeles Damon Harrison, N. Y. Giants    |
| Linebacker     | Von Miller, Denver Bobby Wagner, Seattle Sean Lee, Dallas |
| Cornerback     | Aqib Talib, Denver Marcus Peters, Kansas City             |
| Safety         | Landon Collins, N. Y. Giants Eric Berry, Kansas City      |
| Defensive back | Chris Harris, Jr., Denver                                 |

| Kicker          | Justin Tucker, Baltimore         |
| Punter          | Johnny Hekker, Los Angeles       |
| Kick returner   | Cordarrelle Patterson, Minnesota |
| Punt returner   | Tyreek Hill, Kansas City         |
| Equipo especial | Matthew Slater, New England      |

### Jugador de la Semana/Mes
Los siguientes fueron elegidos jugadores de la semana y del mes durante la temporada 2016:
| Semana/Mes | Jugador ofensivo              | Jugador ofensivo                | Jugador defensivo             | Jugador defensivo                    | Equipo especial                     | Equipo especial                 |
| Semana/Mes | AFC                           | NFC                             | AFC                           | NFC                                  | AFC                                 | NFC                             |
| ---------- | ----------------------------- | ------------------------------- | ----------------------------- | ------------------------------------ | ----------------------------------- | ------------------------------- |
| 1          | DeAngelo Williams (Steelers)  | Jameis Winston (Buccaneers)     | Whitney Mercilus (Texans)     | Eric Kendricks (Vikings)             | Stephen Gostkowski (1/2) (Patriots) | Sam Martin (Lions)              |
| 2          | Ryan Fitzpatrick (Jets)       | Stefon Diggs (Vikings)          | Von Miller (1/2) (Broncos)    | Marcus Cooper (Cardinals)            | Lawrence Guy (Ravens)               | Janoris Jenkins (Giants)        |
| 3          | Trevor Siemian (Broncos)      | Carson Wentz (Eagles)           | Marcus Peters (Chiefs)        | Everson Griffen (Vikings)            | Ryan Allen (Patriots)               | Dustin Hopkins (1/2) (Redskins) |
| Sept.      | LeGarrette Blount (Patriots)  | Matt Ryan (1/3) (Falcons)       | Von Miller (2/2) (Broncos)    | Fletcher Cox (Eagles)                | Justin Tucker (1/2) (Ravens)        | Dustin Hopkins (2/2) (Redskins) |
| 4          | Ben Roethlisberger (Steelers) | Julio Jones (Falcons)           | Zach Brown (Bills)            | Aaron Donald (Rams)                  | Will Fuller (Texans)                | Jon Ryan (Seahawks)             |
| 5          | Tom Brady (1/3) (Patriots)    | David Johnson (1/3) (Cardinals) | Nickell Robey-Coleman (Bills) | Darius Slay (Lions)                  | Adam Vinatieri (1/2) (Colts)        | Jamison Crowder (Redskins)      |
| 6          | Jay Ajayi (1/3) (Dolphins)    | Odell Beckham, Jr. (Giants)     | Dont'a Hightower (Patriots)   | David Irving (Cowboys)               | Drew Kaser (Chargers)               | Wil Lutz (1/2) (Saints)         |
| 7          | Jay Ajayi (2/3) (Dolphins)    | Davante Adams (Packers)         | Denzel Perryman (Chargers)    | Landon Collins (1/3) (Giants)        | Marquette King (Raiders)            | Josh Huff (Eagles)              |
| 8          | Derek Carr (Raiders)          | Jordan Howard (Bears)           | Bradley Roby (Broncos)        | Star Lotulelei (Panthers)            | Shane Lechler (Texans)              | Wil Lutz (2/2) (Saints)         |
| Oct.       | Tom Brady (2/3) (Patriots)    | David Johnson (2/3) (Cardinals) | Lorenzo Alexander (Bills)     | Cliff Avril (Seahawks)               | Adam Vinatieri (2/2) (Colts)        | Matt Bryant (1/2) (Falcons)     |
| 9          | Melvin Gordon (Chargers)      | Matt Ryan (2/3) (Falcons)       | Khalil Mack (1/3) (Raiders)   | Landon Collins (2/3) (Giants)        | Jordan Todman (Colts)               | Matt Prater (1/4) (Lions)       |
| 10         | Marcus Mariota (1/2) (Titans) | Ezekiel Elliott (Cowboys)       | Eric Berry (1/2) (Chiefs)     | Kam Chancellor (Seahawks)            | Justin Simmons (Broncos)            | Johnny Hekker (1/2) (Rams)      |
| 11         | Tom Brady (3/3) (Patriots)    | Kirk Cousins (1/2) (Redskins)   | Stephon Tuitt (Steelers)      | Xavier Rhodes (Vikings)              | Dan Carpenter (Bills)               | Roberto Aguayo (Buccaneers)     |
| 12         | Tyreek Hill (Chiefs)          | Mark Ingram, Jr. (Saints)       | Khalil Mack (2/3) (Raiders)   | Jason Pierre-Paul (Giants)           | Justin Tucker (2/2) (Ravens)        | Matt Prater (2/4) (Lions)       |
| Nov.       | Marcus Mariota (2/2) (Titans) | Kirk Cousins (2/2) (Redskins)   | Khalil Mack (3/3) (Raiders)   | Landon Collins (3/3) (Giants)        | Cairo Santos (Chiefs)               | Matt Prater (3/4) (Lions)       |
| 13         | Andrew Luck (Colts)           | David Johnson (3/3) (Cardinals) | Eric Berry (2/2) (Chiefs)     | Akiem Hicks (Bears)                  | Stephen Gostkowski (2/2) (Patriots) | Matt Prater (4/4) (Lions)       |
| 14         | Le'Veon Bell (1/2) (Steelers) | Aaron Rodgers (1/3) (Packers)   | Geno Atkins (Bengals)         | Vic Beasley (1/2) (Falcons)          | Tyreek Hill (1/3) (Chiefs)          | Brad Wing (1/2) (Giants)        |
| 15         | Matt Moore (Dolphins)         | Devonta Freeman (Falcons)       | Bruce Irvin (Raiders)         | Ha Ha Clinton-Dix (Packers)          | Ryan Succop (Titans)                | Brad Wing (2/2) (Giants)        |
| 16         | Jay Ajayi (3/3) (Dolphins)    | Aaron Rodgers (2/3) (Packers)   | Jalen Ramsey (Jaguars)        | Malcolm Jenkins (Eagles)             | Jamie Meder (Browns)                | Matt Bryant (2/2) (Falcons)     |
| Dic.       | Le'Veon Bell (2/2) (Steelers) | Aaron Rodgers (3/3) (Packers)   | Quintin Demps (Texans)        | Vic Beasley (2/2) (Falcons)          | Tyreek Hill (2/3) (Chiefs)          | Johnny Hekker (2/2) (Rams)      |
| 17         | Julian Edelman (Patriots)     | Matt Ryan (3/3) (Falcons)       | Robert Mathis (Colts)         | Dominique Rodgers-Cromartie (Giants) | Tyreek Hill (3/3) (Chiefs)          | Bryan Anger (Buccaneers)        |

### Rookie del Mes
| Mes   | Rookie                    | Rookie                     |
| Mes   | Ofensivo                  | Defensivo                  |
| ----- | ------------------------- | -------------------------- |
| Sept. | Carson Wentz (Eagles)     | Deion Jones (Falcons)      |
| Oct.  | Ezekiel Elliott (Cowboys) | Joey Bosa (1/2) (Chargers) |
| Nov.  | Dak Prescott (Cowboys)    | Noah Spence (Buccaneers)   |
| Dic.  | Jordan Howard (Bears)     | Joey Bosa (2/2) (Chargers) |